# Observación de aves

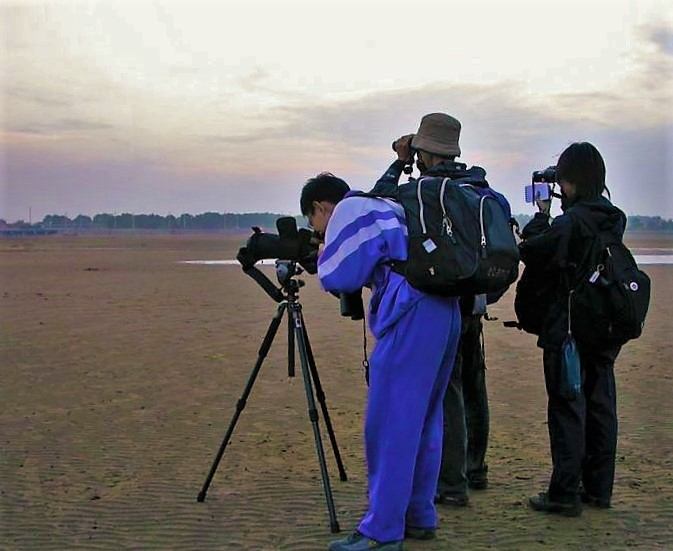
Observadores de aves en China.

La observación de aves, avistamiento de aves, avistaje de aves o pajareo (en inglés: birdwatching o birding) es una actividad centrada en la contemplación y el estudio de las aves silvestres.
Esta afición es más bien desarrollada como ocio. Es el arte de reconocer las distintas especies de aves por su taxonomía con criterios como su plumaje o su canto, entre otros factores. Muchos se limitan a crear listas que muestran la cantidad de aves que concurren a un área particular; otros mantienen la lista de todas las especies que vieron en su vida; algunos, por ejemplo, catalogan los nidos de cigüeña que pueda haber en una provincia o lugar. Cada uno puede adentrarse y adaptar esta afición a su gusto. Unos se contentan simplemente con disfrutar y enriquecer más los paseos en un entorno natural, mientras que otros se fascinan más profundizando en la parte científica que conlleva el estudio de las aves, la ciencia conocida como ornitología.

## Introducción

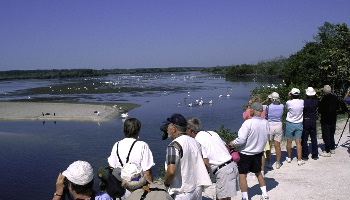
Observadores de aves en el estado de Florida, EE. UU.

La época más activa para la observación de aves normalmente es durante la primavera y el otoño, ya que coinciden con la migración de las aves y es cuando el mayor número de especies puede ser observado. Se debe a que muchas aves que normalmente no anidan en un área suelen pasar por ella durante su trayecto de norte a sur o viceversa.
Temprano es el momento más adecuado para poder observar las aves en su entorno natural, porque es en este periodo cuando las aves están más hambrientas y ocupadas en su búsqueda de alimento. La mejor manera de localizar las especies más interesantes requiere de un detallado conocimiento de su apariencia, sonido y conducta, así como de su hábitat más apropiado, junto a una buena dosis de discreción, paciencia y suerte.
La observación de aves puede ser una de las actividades más tranquilas y relajantes que uno puede realizar al aire libre. Pero, por otro lado, también puede convertirse en una verdadera obsesión para aquellos que se dedican a buscar las rarezas y viajan largas distancias para poder ver especies distintas y poder añadirlas a sus listas personales (nacionales, regionales, locales...). En idioma inglés existe el término twitching (también se utiliza chasing) para denominar a la actividad sumamente competitiva de acumular especies distintas en una larga lista de aves raras observadas.

## Competiciones
En Norteamérica existen competiciones de observación de aves de un solo día, llamadas Big Day. Una de las más conocidas es el World Series of Birding, que se celebra anualmente en Nueva Jersey. También existen un evento de cinco días en el sur de los EE. UU., el Great Texas Birding Classic. En este tipo de competiciones, los equipos suelen tener veinticuatro horas para recorrer un área geográfica, normalmente de cientos de kilómetros y a través de todo un estado. Todo esto con el propósito de observar el mayor número de especies posible. Los más fanáticos llegan incluso a utilizar aviones privados y helicópteros para facilitar su tarea y batir los récords.
En Suramérica ya existen competiciones de avistamiento de aves; destacan las de Perú (Rally Challenge Birding) y Venezuela (Competencia Nacional de Avistamiento de Aves de Venezuela).
En Costa Rica se han celebrado ya en 2017 y 2018 el big year donde durante todo el año y en todo el territorio se debe lograr la máxima cantidad de avistamientos posible. Como la cantidad de especies de aves que tiene ese país confirmadas es 925, se define como un buen destino para este fin.
Otra actividad es el Global Big Day, en sus siglas (GBD), es una iniciativa ciudadana de la Universidad de Cornell de Estados Unidos  materializada por el Cornell Lab of Ornithology. Se trata de una competición anual sobre avistamiento de aves a nivel mundial celebrada desde 2015, cada primer sábado del mes de mayo, donde Colombia ha ocupado los dos últimos años en el primer lugar con el mayor número de especies registradas en 24 horas.

## Equipo
El equipo comúnmente utilizado para la observación de aves consta de unos binoculares, un telescopio portátil  con trípode, una libreta y unas guías de campo. Los interesados en el canto de las aves portan también registros sonoros para comparar e identificar las especies, grabadoras y micrófonos direccionales y, por supuesto, una cámara fotográfica apropiada.

## Fotografía

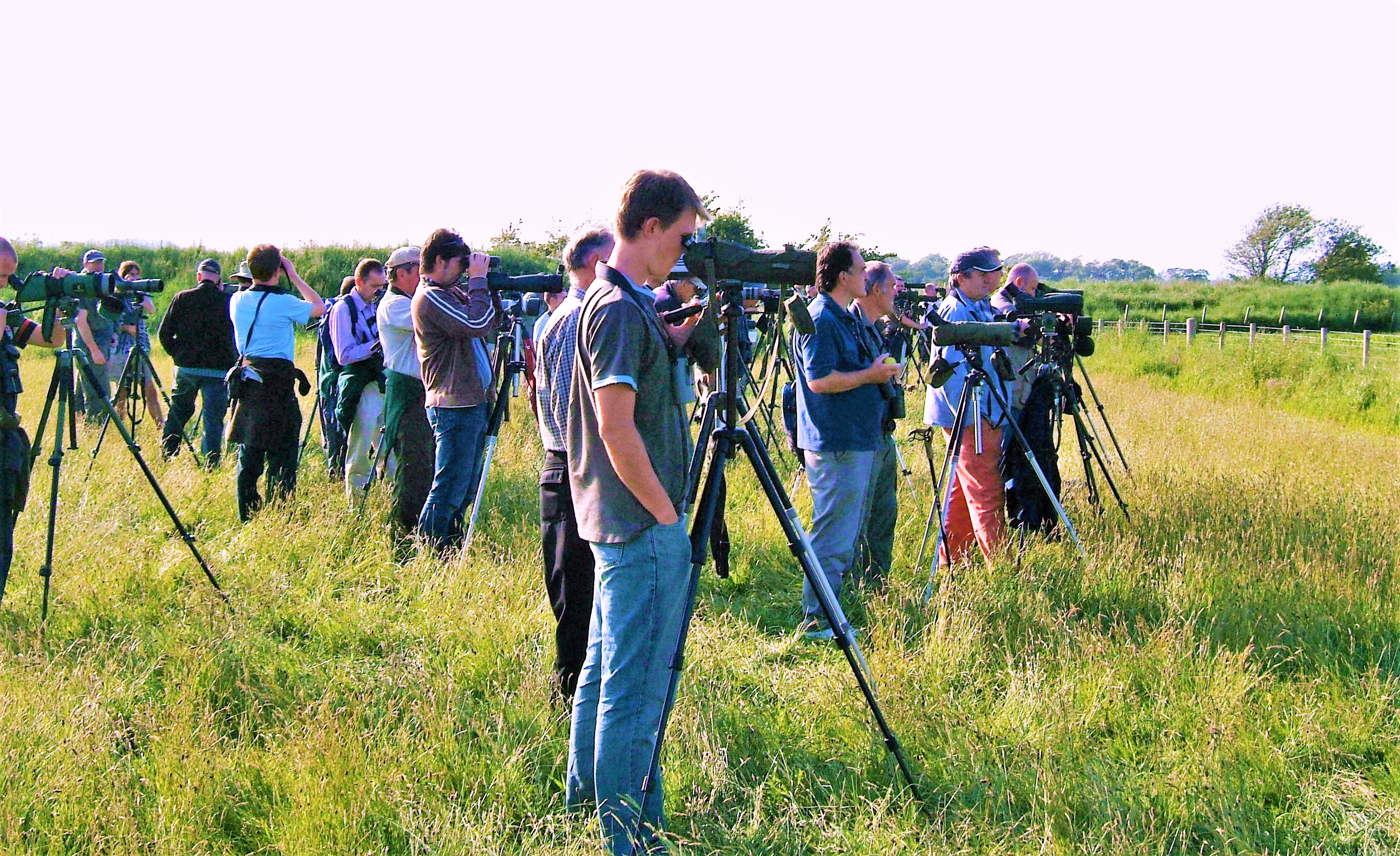
Observadores de aves en Escocia.

La fotografía siempre ha sido parte de la observación de aves, pero en el pasado el costo de buenas cámaras y objetivos la relegaba, hasta que el uso de las cámaras digitales junto con los telescopios portátiles ha generado la técnica conocida como digiscoping que ha facilitado la expansión de esta afición a muchísima más gente. Una de las satisfacciones de la fotografía natural está en poder experimentar la misma sensación que un cazador en busca de su presa; la diferencia es que el fotógrafo "captura" una fracción de segundo en la vida de un ave, en lugar de matarla.